# Бобринское сельское поселение
Бобринское се́льское поселе́ние — муниципальное образование в Нововаршавском районе Омской области Российской Федерации.
Административный центр — село Бобринка.

## История
Статус и границы сельского поселения установлены Законом Омской области от 30 июля 2004 года № 548-ОЗ «О границах и статусе муниципальных образований Омской области»

## Население
| 2010  | 2011  | 2012  | 2013  | 2014  | 2015  | 2016  |
| ----- | ----- | ----- | ----- | ----- | ----- | ----- |
| 1200  | →1200 | ↘1144 | ↘1105 | ↘1050 | ↘1040 | ↘1015 |
| 2017  | 2018  | 2019  | 2020  | 2021  | 2023  |       |
| ↗1035 | ↘1032 | ↘1012 | ↘979  | ↘970  | ↘943  |       |

## Состав сельского поселения
| № | Населённый пункт | Тип населённого пункта       | Население |
| - | ---------------- | ---------------------------- | --------- |
| 1 | Бобринка         | село, административный центр | ↗1180     |
| 2 | Новолюблинка     | деревня                      | ↘20       |